# Karttula
Karttula est une ancienne municipalité du centre-est de la Finlande, dans la région de Savonie du Nord.
Karttula a été intégrée à Kuopio en 2011 et est devenue le 43e quartier de Kuopio.

## Géographie
Elle se présente comme une bande de terre de 40 km sur 20 environ, avec presque 21 % de sa superficie totale couverte de lacs, un chiffre assez typique en Savonie.
Même si la municipalité compte officiellement 33 villages, la plupart ne sont que des groupes de quelques maisons perdus dans la forêt. Seuls trois centres de population émergent, alignés le long de la route régionale 551 venue de Kuopio, la grande ville la plus proche: Pihkainmäki à 22 km du centre (en limite de l'agglomération et en forte croissance), Syvänniemi à 32 km et le centre administratif à déjà 45 km. Plus généralement, si le chiffre de la population totale de la municipalité n'a que peu varié depuis 30 ans, l'ouest de la commune s'est nettement désertifié au profit de la partie orientale, plus proche de la ville.
Les 1 400 maisons de vacances font aisément doubler la population en été.
Les municipalités voisines sont Kuopio à l'est, Maaninka au nord-est, Tervo au nord et à l'ouest et enfin Suonenjoki au sud.